# Licnoptera anguliscripta
Licnoptera anguliscripta là một loài bướm đêm thuộc phân họ Arctiinae, họ Erebidae.